# 接合菌门
接合菌门是一类真菌。其孢子分為有性及無性兩種，有性生殖為接合孢子，無性生殖為孢囊孢子；此門真菌的菌絲屬於「無隔多核」。

## 分類
傳統上依據形態將真菌分為接合菌門（Zygomycota）、子囊菌門（Ascomycota）及担子菌門（Basidiomycota），而接合菌門分為毛菌綱（Trichomycetes）及接合菌綱 （Zygomycetes）兩個綱。其中毛菌綱為一類共生於節肢動物腸道中之接合菌，種類較少，而接合菌綱之物種數目則佔了接合菌門的絕大部分。不過許多傳統上因為形態簡單被視為接合菌的真菌後來因為分子證據而被歸入子囊菌中（如青黴菌、黑黴菌）；分子證據也顯示毛菌綱、接合菌綱乃至整個接合菌門都是並系群，不再適合做為正式的分類單元。
2007年，戴维·希贝特（David Hibbett）根據親緣關係将接合菌门分为4个亚门：毛霉亚门（Mucoromycotina）、梳霉亚门（Kickxellomycotina）、虫霉亚门（Entomophthoromycotina）和捕虫霉亚门（Zoopagomycotina），2011年坷·霍夫曼（Käthe Hoffmann）又增加了一个被孢霉亚门（Mortierellomycotina）。2014年虫霉亚门升为虫霉门。2016年，Joseph W. Spatafora根据基因组数据将接合菌门重新拆分为捕虫霉门和毛霉门，其中捕虫霉门包括虫霉亚门、梳霉亚门和捕虫霉亚门，毛霉门包括球囊霉亚门、被孢霉亚门和毛霉亚门。
因為過去的研究較少，加上系統發生學不斷引入各種新的分子技術和統計學模型，真菌的分類目前時常發生大幅變動，目前較新的分類方式是將接合菌分成下列四支：
- 毛黴亞門 Mucoromycotina
  - 內囊黴目 Endogonales
  - 毛黴目 Mucorales
  - 被孢黴目 Mortierellales
- 梳黴亞門 Kickxellomycotina
  - 內孢毛黴目 Asellariales
  - 梳黴目 Kickxellales
  - 雙珠黴目 Dimargaritales
  - 鉤孢毛菌目 Harpellales
- 蟲黴亞門 Entomophthoromycotina
  - 蟲黴目 Entomophthorales
- 捕蟲黴亞門 Zoopagomycotina
  - 捕蟲黴目 Zoopagales

## 外部連結
- 微生物免疫學-Zygomycetes(接合菌綱) （页面存档备份，存于）
- （英文）Zygomycota （页面存档备份，存于） at the Tree of Life Web Project
- （英文）Zygomycetes.org （页面存档备份，存于）